# Siwalubanua II
Siwalubanua II is een bestuurslaag in het regentschap Gunungsitoli van de provincie Noord-Sumatra, Indonesië. Siwalubanua II telt 907 inwoners (volkstelling 2010).